# Ibrahim Traoré (militare)
Ibrahim Traoré (Bondokuy, 14 marzo 1988) è un militare e politico burkinabé, presidente  del Burkina Faso dal colpo di stato del 30 settembre 2022, che ha estromesso il presidente Paul-Henri Sandaogo Damiba. A 37 anni, Traoré è attualmente il più giovane leader di Stato in carica al mondo e il più giovane presidente in carica.

## Biografia
Ibrahim Traoré è nato a Bondokuy il 14 marzo 1988. Ha frequentato la scuola elementare pubblica di Bondokuy. Ha poi completato gli studi secondari presso il liceo misto di Accart-ville, Bobo-Dioulasso, dove ha ottenuto il baccalauréat D nel 2006. Lo stesso anno è entrato a far parte dell'Università di Ouagadougou (ora Università Joseph Ki Zerbo) nella Facoltà di Scienze e Tecnologie, nel Dipartimento di Chimica-Biochimica-Biologia-Geologia. Ha conseguito un master in geologia, con lode, nel 2010.
Durante gli studi è stato membro attivo dell'Association nationale des étudiants du Burkina (ANEB), un'organizzazione studentesca di ispirazione marxista. È anche vicino alle associazioni musulmane ed è membro dell'Associazione degli studenti musulmani.
Si è arruolato nell'esercito del Burkina Faso nel 2010, due anni dopo è stato promosso sottotenente e due anni dopo tenente, prima di essere promosso capitano nel 2020. Nel marzo 2022, il presidente Paul-Henri Damiba lo ha nominato ufficiale capo di artiglieria (RA) del 10º reggimento di supporto e comando (10e RCAS) con sede a Kaya.
Il capitano Traoré ha preso parte a diverse operazioni militari nella lotta al terrorismo, in particolare a Djibo, dove è stato posto agli ordini del tenente colonnello Damiba, allora comandante del gruppo di forze armate antiterrorismo nel 2017. Ha inoltre preso parte all'operazione Otapuanu nel 2019 e ha prestato servizio presso il distaccamento militare di Markoye nel Sahel.
È dibattuta la sua associazione con le forze speciali "Cobra", un'unità antiterrorismo fondata nel 2019. Secondo diverse fonti (BBC, Al Jazeera e Die Tageszeitung) Traoré faceva parte dell'unità.

### Colpo di Stato del gennaio 2022
Traoré faceva parte del gruppo di ufficiali dell'esercito che ha sostenuto il colpo di Stato del Burkina Faso del 24 gennaio 2022 che ha rovesciato il presidente appena eletto Roch Marc Christian Kaboré e ha portato al potere la giunta militare del Movimento patriottico per la salvaguardia e la restaurazione guidata dal tenente colonnello Damiba.
Prestò servizio come capo di un'unità militare a Kaya, una città nel nord del Burkina Faso, come parte dei "Cobra" o come unità di artiglieria. Era uno dei tanti ufficiali più giovani che hanno combattuto contro i ribelli in prima linea durante l'insurrezione jihadista in Burkina Faso.

### Colpo di Stato del settembre 2022
Molti sostenitori del colpo di Stato di gennaio erano insoddisfatti dell'operato di Paul-Henri Sandaogo Damiba, il leader della giunta, riguardo alla sua incapacità di contenere l'insurrezione jihadista. Traoré in seguito ha affermato che lui e altri ufficiali avevano cercato di convincere Damiba a ripensarci sulla ribellione, ma alla fine decisero di rovesciarlo poiché "le sue ambizioni si stavano allontanando da ciò che ci eravamo prefissati di fare", inoltre, "ci sono stati ritardi nella paga per le truppe Cobra".
Quando i cospiratori lanciarono il loro colpo di Stato il 30 settembre, Traoré ricopriva il grado di capitano e aveva 34 anni. L'operazione è stata effettuata con il sostegno dell'unità "Cobra". Traoré si è dichiarato nuovo capo del Movimento Patriottico per la Salvaguardia e il Restauro.

### Carriera politica
Dopo la sua presa di potere il 30 settembre, Ibrahim Traoré ha dichiarato: "Non siamo qui per il potere. Abbiamo un programma di dodici mesi in cui risolveremo i piccoli problemi logistici nel rispetto dei valori umani". Il 6 ottobre, un atto fondamentale ha ripristinato la Costituzione e ha dichiarato Traoré capo di Stato. È diventato così il primo musulmano ad accedere alla carica dal rovesciamento di Saye Zerbo nel 1982.
Assumendo la responsabilità degli affari correnti, Traoré ha annunciato che un presidente di transizione, civile o militare, sarebbe stato nominato da un'assemblea il 14 ottobre 2022. I suoi sostenitori hanno organizzato manifestazioni a sostegno della sua nomina a capo dello Stato, che hanno portato alla sua nomina a capo della transizione in qualità di presidente dell'MPSR. Il 21 ottobre ha prestato giuramento come Presidente della transizione da parte del Consiglio costituzionale. A novembre, ha rinunciato allo stipendio presidenziale, ma ha mantenuto quello di capitano.
Il 3 febbraio 2023, Traoré ha annunciato grandi offensive contro i jihadisti e ha fatto appello al sostegno popolare. Nell'aprile 2023, ha dichiarato una mobilitazione generale. A maggio, ha menzionato i Paesi "amici" con cui stava costruendo o rafforzando la cooperazione militare: la Russia, le cui milizie paramilitari Wagner potrebbero essere presenti in Burkina Faso, la Turchia, che gli stava fornendo i droni Bayraktar TB2, e la Corea del Nord, che stava anche considerando come fornitore di armi. Per il momento, il governo preferisce utilizzare le proprie forze nella lotta contro i jihadisti e non sembra aver chiesto aiuto ai russi della Wagner. Decidendo di intensificare la lotta al terrorismo in Burkina Faso, il suo governo ha organizzato un reclutamento straordinario di 3000 sottufficiali e l'arruolamento di 50000 ausiliari "che si offrono volontariamente per la difesa del Paese".
In un momento in cui il bilancio statale, colpito dalle sanzioni economiche, fatica a finanziare lo sforzo bellico contro i jihadisti, il governo è costretto ad aumentare le tasse.
Grazie alla sua età, alla sua esperienza sul campo e al suo linguaggio, Traoré si rivolge ai giovani, che rappresentano oltre il 70% della popolazione ma restano largamente sottorappresentati nelle istituzioni politiche. Nei suoi discorsi si richiama regolarmente agli ideali di Thomas Sankara, come la lotta per la sovranità nazionale e il rifiuto dell'imperialismo. Ha adottato una politica antifrancese, ottenendo il sostegno di panafricanisti e wahhabisti.
Il 16 settembre 2023, Traoré, insieme al colonnello Assimi Goïta e al generale Abdourahamane Tchiani, ha creato l'Alleanza degli Stati del Sahel, un patto di mutua difesa tra Mali, Niger e Burkina Faso. Prima di lasciare la Comunità economica degli Stati dell'Africa occidentale il 28 gennaio 2024.
Dopo essere sfuggito a un tentativo di colpo di Stato nel settembre 2023, ha chiesto la protezione delle truppe russe. A dicembre, il nuovo Primo Ministro, Apollinaire Joachim Kyélem de Tambèla, ha annunciato il sostegno della Russia per una riorganizzazione dell'esercito del Burkina Faso, compresa la creazione di nuovi battaglioni di intervento rapido, mentre anche Cina e Turchia avrebbero fornito assistenza. Contemporaneamente, il governo del Burkina Faso ha firmato un accordo con la Russia per la costruzione di una centrale nucleare.
Il 25 maggio 2024, al termine di una nuova riunione di transizione a cui hanno partecipato gruppi della società civile e partiti contrari a Traoré, la transizione è stata prorogata di cinque anni (dal 2 luglio 2024) con l'adozione di una nuova carta che gli conferisce il titolo di Presidente del Faso e gli consente di presentarsi alle prossime elezioni. Questi incontri si sono svolti pochi giorni dopo quelli analoghi in Mali, che hanno anch'essi prolungato la transizione di cinque anni. Lo stesso giorno, Traoré ha firmato la nuova Carta, consentendone l'entrata in vigore.
L'11 giugno 2024, un attacco di jihadisti del Gruppo di Sostegno all'Islam e ai musulmani (JNIM) ha avuto luogo presso la base militare e nel comune di Mensila. Il giorno successivo, una granata è stata sparata contro la sede della televisione nazionale, vicino al palazzo presidenziale di Ouagadougou, senza che i colpevoli fossero identificati. Nei giorni successivi, la relativa assenza di Traoré dalla scena pubblica ha sollevato interrogativi nella società del Burkina Faso. Nei giorni successivi sono arrivati a Ouagadougou soldati maliani e mercenari russi, ma il loro ruolo non è stato precisato. Il Consiglio dei ministri che avrebbe dovuto presiedere il 19 giugno 2024 è stato rinviato al giorno successivo, quando Traoré è ricomparso. Ad agosto, il Paese ha subito il più letale attacco terroristico jihadista della sua storia. Nel villaggio di Barsalogho, nel centro-nord del Paese, 300-400 abitanti sono stati massacrati dal JNIM54.
Il 7 ottobre 2024, Traoré ha annunciato la nascita della Banca postale del Burkina Faso (BPBF).